# Juan Carlos Díaz Mena
Juan Carlos Díaz Mena (Chocó, 20 maggio 2001) è un calciatore colombiano, centrocampista del Patriotas Boyacá.

## Carriera
Díaz è entrato nel settore giovanile dell'Independiente Medellín nel 2017 all'età di 15 anni proveniente dal Club Linaje di Quibdó. È stato promosso in prima squadra nel 2018 ricevendo alcune convocazioni nel corso della stagione. Il suo debutto ufficiale è avvenuto la stagione seguente, il 15 luglio 2019 contro il Patriotas Boyacá in Categoría Primera A.
L'11 agosto 2022 è stato acquistato a titolo definitivo dal Coritiba, con un contratto fino alla fine del 2023. Il 17 gennaio 2023 è stato prestato al Londrina per tutta la durata della stagione, ma ha fatto rientro a Curitiba pochi mesi dopo per via dello scarso impiego ed è stato successivamente svincolato.

## Statistiche

### Presenze e reti nei club
Statistiche aggiornate al 27 maggio 2022.
| Stagione                      | Squadra                       | Campionato                    | Campionato | Campionato | Coppe nazionali | Coppe nazionali | Coppe nazionali | Coppe continentali | Coppe continentali | Coppe continentali | Altre coppe | Altre coppe | Altre coppe | Totale | Totale | Totale |
| Stagione                      | Squadra                       | Comp                          | Pres       | Reti       | Comp            | Pres            | Reti            | Comp               | Pres               | Reti               | Comp        | Pres        | Reti        | Pres   | Reti   |        |
| ----------------------------- | ----------------------------- | ----------------------------- | ---------- | ---------- | --------------- | --------------- | --------------- | ------------------ | ------------------ | ------------------ | ----------- | ----------- | ----------- | ------ | ------ | ------ |
| 2019                          | Independiente Medellín        | A                             | 3          | 0          | CC              | 2               | 0               |                    | -                  | -                  |             | -           | -           | 5      | 0      |        |
| 2020                          | Independiente Medellín        | A                             | 10         | 0          | CC              | 1               | 0               | CL                 | 0                  | 0                  |             | -           | -           | 11     | 0      |        |
| 2021                          | Independiente Medellín        | A                             | 25         | 0          | CC              | 2               | 0               |                    | -                  | -                  |             | -           | -           | 27     | 0      |        |
| 2022                          | Independiente Medellín        | A                             | 9          | 0          | CC              | 2               | 0               | CS                 | 2                  | 0                  |             | -           | -           | 13     | 0      |        |
| Totale Independiente Medellín | Totale Independiente Medellín | Totale Independiente Medellín | 47         | 0          |                 | 7               | 0               |                    | 2                  | 0                  |             | -           | -           | 56     | 0      |        |
| 2022                          | Coritiba                      | A                             | 4          | 0          | CB              | 0               | 0               |                    | -                  | -                  |             | -           | -           | 4      | 0      |        |
| 2023                          | Londrina                      | A1/PR                         | 2          | 0          | CB              | 1               | 0               |                    | -                  | -                  |             | -           | -           | 3      | 0      |        |
| Totale carriera               | Totale carriera               | Totale carriera               | 53         | 0          |                 | 8               | 0               |                    | 2                  | 0                  |             | -           | -           | 63     | 0      |        |